# Península de Oshika

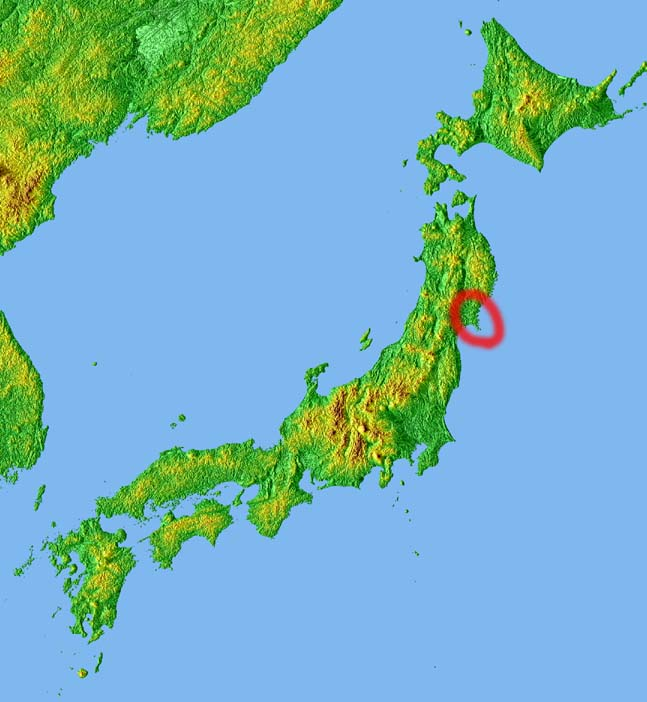
Localização

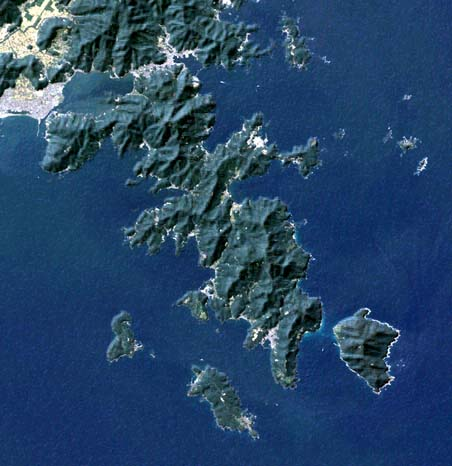
Imagem de satélite

A Península de Oshika (牡鹿半島, Oshika-hantō), também pronunciado "Ojika", é uma península localizada na zona costeira da província de Miyagi, no noroeste da ilha de Honshu, a maior ilha do Japão, que se projecta para sudoeste para o Oceano Pacífico.
A península é muito visitada por ser um ponto de passagem para a ilha sagrada de Kinkasan, aonde se pode chegar através de ferry-boats provenientes de Ayukawa e Onagawa.